# Чуй-Атасево
Чуй-Атасево (баш. Сейәле-Әтәс) — деревня в Илишевском районе Республики Башкортостан Российской Федерации. Входит в состав Базитамакского сельсовета.

## География

### Географическое положение
Расстояние до:
- районного центра (Верхнеяркеево): 37 км,
- центра сельсовета (Базитамак): 2 км,
- ближайшей ж/д станции (Буздяк): 144 км.

## Население
| 2002 | 2009 | 2010 |
| ---- | ---- | ---- |
| 339  | ↘318 | ↘310 |

Национальный состав
Согласно переписи 2002 года, преобладающие национальности — башкиры (60 %), татары (37 %).

## Религия
В деревне есть мечеть.